# Nick Palmieri
Nicholas Palmieri (Utica, 12 luglio 1989) è un ex hockeista su ghiaccio statunitense, di ruolo attaccante.

## Carriera

### Club
Nick Palmieri crebbe nella Ontario Hockey League, vestendo le maglie degli Erie Otters e dei Belleville Bulls. In occasione dell'NHL Entry Draft 2007 fu selezionato al terzo giro in 79ª posizione assoluta dai New Jersey Devils.
Palmieri, dopo aver giocato numerosi incontri con i Lowell e gli Albany Devils, formazioni AHL affiliate alla franchigia del New Jersey, esordì in National Hockey League il 20 gennaio 2010 nel match contro i Florida Panthers, durante il quale fornì un assist per la rete segnata da Travis Zajac. La prima rete in NHL giunse invece il 9 gennaio 2011, quando mise a segno una rete a porta vuota contro i Tampa Bay Lightning. Più tardi nel corso della stagione segnò anche il primo gol decisivo per il successo contro i Dallas Stars.
Il 24 febbraio 2012 Palmieri fu coinvolto in una serie di scambi che coinvolse la formazione dei Devils, trasferendosi ai Minnesota Wild insieme a Stéphane Veilleux, Kurtis Foster più altre scelte al draft in cambio di Marek Židlický. Dopo aver giocato soprattutto in AHL con gli Houston Aeros il 4 febbraio 2013 Palmieri fu ceduto dai Wild insieme all'attaccante Darroll Powe ai New York Rangers in cambio del veterano Mike Rupp.
Nell'estate del 2013 Palmieri lasciò il Nordamerica per trasferirsi in Germania all'EHC München, squadra della Deutsche Eishockey Liga. Dopo un'altra stagione in Germania nel 2015 firmò con l'HC Bolzano, squadra della EBEL. Venne poi confermato dagli altoatesini anche per la stagione successiva.

### Nazionale
Palmieri prese parte al mondiale del 2011, disputatosi in Slovacchia, con la maglia degli Stati Uniti. Giocò sei partite, realizzando una doppietta contro la Norvegia nella fase preliminare del torneo.

## Palmarès

### Individuale
- CHL Top Prospects Game: 1

2006-2007